# Radio Tonassé
Radio Tonassé est une station de radio généraliste privée, située dans la commune de Covè, département du Zou. Elle diffuse ses programmes sur la fréquence 107.2 Mhz en bande FM.

## Histoire
La Radio Tonassé a été créée dans la commune de Covè, une commune du Bénin située dans le département du Zou.

## Diffusion
Les programmes de Radio Tonassé sont diffusés en bande FM sur la fréquence 107.2 Mhz dans le Nord du Bénin. Elle diffuse également des divertissements et des informations locales sur certaines plateformes de streaming.

## Voir